# R.D. 25
Lo R.D. 25 è stata una nave dragamine della Regia Marina e poi del servizio navale della Guardia di Finanza, che dopo la fine della seconda guerra mondiale fu ceduta alla Jugoslavia in riparazione dei danni di guerra

## Storia
Costruito nel cantiere navale di Castellammare di Stabia, la Regia Nave R.D. 25 fu varata il 4 marzo 1918, ed entrò in servizio nella Regia Marina nel corso dello stesso anno.  Nel 1927 fu trasferito, insieme ad altri dieci rimorchiatori-dragamine R.D. 4, R.D. 11, R.D. 12, R.D. 18, R.D. 21,  R.D. 28, R.D. 36, R.D. 37, R.D .42 e R.D. 43, al servizio navale della Guardia di Finanza venendo così armato, come le altre unità, da un equipaggio appartenente a tale corpo.
Lo R.D. 25 e gli altri R.D. della Guardia di Finanza vengono adibiti a compiti di vigilanza in alto mare, e nel contempo prendono parte ad esercitazioni e manovre militari, anche con la Squadra Navale. Questa collaborazione con la Marina è prevista dall’accordo per il passaggio dei dragamine alla Guardia di Finanza ed ebbe un positivo sugli equipaggi, che erano così meglio addestrati.
Nel corso della seconda guerra mondiale, insieme al gemello R.D. 55, prestò servizio presso la base navale della Regia Marina di Messina.  Il rimorchiatore dragamine R.D. 25, sopravvisse al bombardamento aereo del 25 maggio 1943, che devastò il porto,  e fu autoaffondato il 16 agosto successivo, poco prima dell'occupazione di Messina da parte degli Alleati. Recuperato in seguito, fu riconsegnato alla Regia Marina, venendo radiato e ceduto nell'agosto 1948 alla Jugoslavia in conseguenza della firma del Trattato di pace di Parigi. Incorporato nella Jugoslavenska ratna mornarica fu ridesignato ML 304.

### Annotazioni
1. ↑  Come nel 1932, quando due gruppi di dragamine partecipano alle manovre della Squadra Navale nel Mediterraneo centrale, fino a Tripoli, prendendo anche parte ad esercitazioni di cooperazione con le forze aeree.

### Fonti
1. ↑  Portale del sud.
2. 1 2 3 4  Con la pelle appesa a un chiodo.
3. 1 2 3  Scubaportal.